# Flagan, Västmanland
Flagan är en sjö i Lindesbergs kommun i Västmanland och ingår i Norrströms huvudavrinningsområde.